# Örkelljunga skansar
Stenbocks skansar  eller ”Örkelljunga skansar”, är resterna av en skans belägen i Örkelljunga kommun Den uppkastades 1657 av en svensk invasionshär under ledning av Gustaf Otto Stenbock.

## Bakgrund
I det krig mellan Sverige och Danmark som startade sommaren 1657 bröt den svenska hären upp från Laholm den 17 juli. Båstad plundrades och först vid Ängelholm mötte man allvarligt motstånd. Efter en tid drog man sig tillbaka till Halland. Danskarna följde efter och den 31 augusti stod slaget vid Genevadsbro. Danskarna återvände till Skåne. 
Gustaf Otto Stenbock hade blivit ny svensk befälhavare och hans plan var att genom en kringgående rörelse inåt landet och söderut falla danskarna i ryggen. Den 9 september nådde man Örkelljunga. Här omöjliggjordes svenskarnas plan. Denna hade varit att från Örkelljunga ta sig ner till Tranarps bro över Rönneå för att säkra denna övergång. Stenbock fick dock en felaktig uppgift om att en dansk här under befälhavaren Axel Urup redan satt sig fast i passet norr om bron vid byn Bolestad. Danskarna nådde först fram den 11 september. 
En svensk rekognoseringstrupp om 50 ryttare och 20 dragoner lyckades tillfångata några danskar natten mellan den 10 och 11 september. På vägen tillbaka till lägret i Örkelljunga rastade man på Rya kyrkogård. Här blev svenskarna överraskade av en dansk kavalleriavdelning om 100 man under ledning av Esaias Reincking. Efter en strid på kyrkogården och förlust av 13 stupade flydde svenskarna till Örkelljunga.
Genom tillfångatagna svenskar hade danskarna fått den uppfattning att svenskarna inte anlagt några försvarsskansar runt sin huvudarmé i Örkelljunga. Hela danska hären vid Tranarp sattes då i rörelse norrut. När man den 18 september nådde Rya kyrka fick man dock genom spejare besked om det kraftigt befästa lägret vid Örkelljunga. Axel Urup lät då danska hären återvända söderut. Situationen var emellertid ohållbar för svenskarna. I de stora skogsmarkerna med fuktiga sankmarker sjönk stridsmoralen. Mat saknades och en dödlig epidemi började sprida sig. Därtill skedde ständiga attacker från friskyttar. Snart bröts lägret och svenskarna retirerade tillbaka till först Skånes Fagerhult, senare in i Halland på andra sidan av Hallandsås.

## Anläggandet av skansarna
När Stenbock insåg att han inte kunde komma förbi danskarna lät han i passet söder om Örkelljunga anlägga ett antal skansar till försvar för sin här. Platsen var väl vald. Det var samma plats som slaget vid Fantehålet stått året 1510. Den gamla riksvägen mellan Danmark och Sverige passerade här mellan två branta höjdsträckningar. På toppen av dessa grävde svenskarna skyttegravar och jordmassorna lades upp framför dessa, ut mot den branta sluttningen. På detta sätt utnyttjade man effektivt terrängen samtidigt som man kunde beskjuta vägen.